# Арка на Янус
Арката на Янус (на италиански: Arco di Giano; на латински: Ianus Quirinus) е триумфална арка в Рим.
В античен Рим, 16-метровата постройка се е намирала в северния край на Бичия форум в района Велабър. Вероятно е построена през 4 век в чест на император Константин I или Констанций II. Нейното сегашно име идва вероятно от времето на Ренесанса или по-късно и не е от древността.
Арката била украсена със сполии (декори, често колони), в 12-те ниши са стоели статуи. През Средните векове арката е част от крепостта на семейство Франджипани (на италиански: Frangipani). През 1830 г. е била разрушена и арката приела предишния си вид.